# Paolo Savi
Paolo Savi (Pisa, 11 de juliol de 1798 - Pisa, 5 de abril de 1871), va ser un naturalista, ornitòleg i geòleg italià.

## Biografia
Savi va néixer a Pisa, fill de Gaetano Savi, professor de Botànica a la Universitat de Pisa. El jove Savi va esdevenir professor ajudnat de zoologia a la universitat el 1820, va ser nomenat professor el 1823, i també conferenciant sobre geologia. Va dedicar una gran al museu de la universitat (Museo storia naturale di Pisa), col·locant mes de 500 peces d'animals, i esdevenint una de les col·leccions d'història naturals millors del moment a Europa.
Savi se'l considera com el pare de geologia italiana. Va estudiar la geologia a Monti Pisani i als Alps Apuans, explicant l'origen metamòrfic del Carrara marbre; també va contribuir assajos en els estrats del Miocè i als fòssils de Monte Bamboli, el ferro-minerals d'Illa d'Elba i altres matèries. Amb Giuseppe Meneghini (1811–1889) va publicar memòries sobre estratigrafia i geologia de la Tuscany (1850–1851).
Savi també esdevingé una eminència com a ornitòleg, i va ser l'autor de Ornitologia Toscana (1827–1831) i Ornitologia Italiana (1873–1876). A la tardor de 1821 va obtenir estracte d'un bloc sense ratlles, fosc, marronós-vermellós que era nou per a la ciència.
 Va desenvolupar una considerable habilitat en les preparacions de taxidèrmia per als animals del Museu de Pisa, de les quals s'encarregava personalment. El 1824 es va reuní amb el zoòleg Andrea Bonelli a Torí, amb el qual va preparar el seu primer estudi sobre les aus de la Toscana, publicat un llibre el 1827: “Ornitologia toscana : ossia descrizione e storia degli uccelli che trovansi nella Toscana con l'aggiunta delle descrizioni di tutti gli altri proprj al rimanente d'Italia.” Va publicar una descripció completa d'aus el 1824, i va donar nom a l'espècie d'aus coneguda com a Boscaler comú (gènere locustella).
Savi va ser enterrat al cementiri de Pisa i la seva estàtua apareix al Orto botanico di Pisa.

## Principals treballs
- Osservazioni sopra la Blarta acervorum di panzee. Gryllus Myrmocophilus nob. Memoria (inedita) del dott. Paolo Savi, con tavola in rame, Biblioteca Italiana ossia Giornale di letteratura scienze ed arti (1819 ago), Volume 15, Fascicolo
- Sulla Salvinia natans. Memoria inedita del dottor Paolo Savi, aiuto del professore di botanica dell'università di Pisa, con tavola in rame, Biblioteca Italiana ossia Giornale di letteratura scienze ed arti (1820 dic, Volume 20, Fascicolo)
- Ornitologia Toscana, ossia descrizione e storia degli uccelli che trovansi nella Toscana con l'aggiunta delle descrizioni di tutti gli altri propri al rimanente d'Italia, 3 volumi (Pisa, Dalla tipografia Nistri 1827-1831). L'opera, di notevole importanza per la storia dell'ornitologia italiana, contiene 31 figure incise in rame. Venne ristampata postuma nel 1873 a Firenze (sempre in 3 voll.), con il titolo "Ornitologia italiana", a cura del figlio Adolfo. [Ornitologia italiana (opera postuma) Firenze :Successori Le Monnier,1873-1876] online  online at BHL
- Sul Mischio di Serravezza (Nuovo Giornale d. Lett., XX, Pisa 1830);
- Catalogo ragionato di una collezione geognostica contenente le rocce più caratteristiche della formazione del Macigno della Toscana, quelle di trabocco, cioè Dolomitiche, Porfiriche e Granitiche le quali hanno disordinato le stratificazioni delle prime e quelle alterate dal contatto delle straboccate (ibid., 1830);
- Carta geologica dei Monti Pisani levata dal vero (Pisa 1832);
- Tagli geologici delle Alpi Apuane e del Monte pisano e cenno sull'isola d'Elba (Nuovo Giornale d. Lett., XXVI, 1833);
- Sulla miniera di ferro dell'Isola d'Elba (ibid., XXXI, 1835);
- Sui terreni stratificati dipendenti o annessi alle masse serpentinose della Toscana (ibid., XXXIV e XXXV, 1837);
- Sui vari sollevamenti e abbassamenti che hanno dato alla Toscana l'attuale configurazione (ibid., XXXV, 1837);
- Del carbon fossile in Italia. Estratto dalla Memoria sulla Scorza del Globo Terrestre, del prof. P. Savi Annali universali di statistica economia pubblica, storia, viaggi e commercio (1838 apr, Serie 1, Volume 56, Fascicolo 166)
- Delle rocce ofiolitiche della Toscana e delle masse metalliche in esse contenute (ibid., 1839);
- Sopra i carboni fossili dei terreni miocenici della Maremma Toscana (Pisa 1843);
- Considerazioni geologiche sull'Appennino Pistoiese (Firenze 1845);
- Sulla catena metallifera delle Alpi Apuane e sulla costituzione geologica dei Monti Pisani (Pisa 1846);
- Considerazioni sulla geologia della Toscana, in collaborazione con G. Meneghini (Firenze 1851);
- Saggio sulla costituzione geologica della Provincia di Pisa (Statist. della provincia di Pisa, Pisa 1863).